# セットアップ: ウソつきは恋のはじまり
『セットアップ: ウソつきは恋のはじまり』（原題:Set It Up）は2018年に配信されたロマンティック・コメディ映画である。監督はクレア・スキャンロン、主演はゾーイ・ドゥイッチとグレン・パウエルが務めた。本作はスキャンロンの映画監督デビュー作である。

## ストーリー
23歳のハーパーはクリステンのアシスタントを務めており、スポーツ新聞のオンライン版の編集に携わっていた。28歳のチャーリーはリチャード（リック）の部下として働いており、金融業に従事していた。2人は同じビルで働いていたが、それほど親しいわけではなかった。ある夜、ハーパーがクリステンのための夜食を調達しに出かけたところ、手持ちのお金では代金を支払えないことに気が付いた。ちょうど同じ頃、チャーリーがその店に来て上司のための夜食を購入した。パニック状態に陥っていたハーパーは「夜食を調達できなかったら、私はクビになってしまう」とチャーリーに泣きついた。チャーリーは渋々ハーパーに食べ物を分けてあげるのだった。
翌日、ハーパーはチャーリーに夜食の代金を支払いに行ったところ、やたらと高圧的な態度をとるリックを目の当たりにして驚いた。クリステンは厳しい人ではあったものの、決して理不尽で傲慢な人ではなかったからである。それについて聞かれたチャーリーは「リックにはコネがあるし、彼から高く評価されれば業界での成功に繋がる。だから耐えているんだ。」と説明した。上司に対する不満には共感できなかったハーパーだったが、忙しすぎてプライベートの時間が取れないのは彼女も同じであった。チャーリーは「クリステンとリックが交際するようになれば、ホーカーホリックぶりも落ち着くのではないか」と冗談を言った。チャーリーは冗談のつもりだったが、ハーパーはそのアイデアを名案だと確信し実行することになった。言い出しっぺになってしまったチャーリーも協力する羽目になった。
2人はリックとクリステンをエレベーターに閉じ込め、クリステンの女性らしい一面をリックに見せようとした。ところが、エレベーターに閉所恐怖症の配達員が乗り込んでいたために失敗に終わった。その後、2人はリックとクリステンを野球観戦に連れ出した。2人に袖の下を渡されたキスカムの担当者はリックとクリステンにキスをするよう迫った。当初、リックとクリステンはそれを拒んでいたが、ブーイングの嵐に遭ったためキスせざるを得なくなってしまった。それがきっかけでリックとクリステンが交際を始めた。その結果、2人にはプライベートの充実に費やせる時間ができた。
良くも悪くも我の強い2人は度々喧嘩をすることになり、その度ごとにハーパーとチャーリーが陰に陽に仲裁を強いられることになった。リックとクリステンが週末旅行に出かけたため、ハーパーは友人であるベッカの婚約パーティーに出席することができた。その後、偶然にも顔を合わせることになったハーパーとチャーリーは、一緒に食事をして楽しい夜を過ごした。
リックとクリステンは婚約を考えるまでに至ったが、リックにはクリステンには言えない秘密があった。その秘密をどう処理するかをめぐって、ハーパーとチャーリーの関係も険悪になるのだった。

## キャスト
※括弧内は日本語吹替
- ゾーイ・ドゥイッチ - ハーパー（嶋村侑）
- グレン・パウエル - チャーリー・ヤング（小林親弘）
- ルーシー・リュー - クリステン・スティーヴンス（斎藤恵理）
- テイ・ディグス - リチャード（リック）（遠藤純一）
- ジョーン・スモールズ - スズ（三木美）
- メレディス・ハグナー - ベッカ（小笠原亜里沙）
- ピート・デヴィッドソン - ダンカン（白石兼斗）
- ジョン・ルドニツキー - マイク（矢野智也）
- タイタス・バージェス - クリーピー・ティム（野沢聡）
- ノア・ロビンス - ボー（渡井奏斗）

## 製作
2016年2月、メトロ・ゴールドウィン・メイヤーの新作映画にエミリア・クラークが出演するとの報道があった。2017年3月、ネットフリックスがメトロ・ゴールドウィン・メイヤーに代わって本作の配信を手掛けることになり、降板したクラークの代わりにゾーイ・ドゥイッチが出演し、グレン・パウエルが新たに起用されたと報じられた。6月5日、テイ・ディグスが本作に出演すると報じられた。14日、ルーシー・リューがキャスト入りした。20日、モデルのジョーン・スモールズが本作で女優デビューすることになったとの報道があった。同月、本作の主要撮影がニューヨークで始まった。

## 評価
本作は批評家から好意的に評価されている。映画批評集積サイトのRotten Tomatoesには10件のレビューがあり、批評家支持率は90%、平均点は10点満点で7.4点となっている。また、Metacriticには9件のレビューがあり、加重平均値は59/100となっている。